# Giro d’Italia 1926

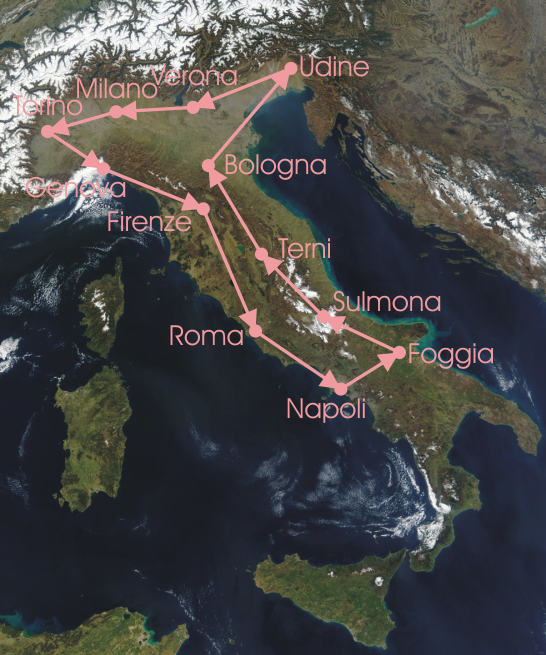
Streckenverlauf des Giro

Der 14. Giro d’Italia fand vom 15. Mai bis 6. Juni 1926 statt. 
Das Radrennen bestand aus 12 Etappen mit einer Gesamtlänge von 3.429 Kilometern. Von 203 Teilnehmern erreichten 40 das Ziel. Giovanni Brunero errang den Giro-Sieg vor Alfredo Binda, der aufgrund eines Unfalls bei der ersten Etappe viel Zeit verloren hatte. Die Mannschaftswertung gewann das Team Legnano.

## Etappen
| Etappen    | Start – Ziel     | km  | Etappensieger       | Gesamterster        |
| ---------- | ---------------- | --- | ------------------- | ------------------- |
| 1. Etappe  | Mailand – Turin  | 275 | Domenico Piemontesi | Domenico Piemontesi |
| 2. Etappe  | Turin – Genua    | 250 | Domenico Piemontesi | Domenico Piemontesi |
| 3. Etappe  | Genua – Florenz  | 312 | Alfredo Binda       | Domenico Piemontesi |
| 4. Etappe  | Florenz – Rom    | 287 | Costante Girardengo | Costante Girardengo |
| 5. Etappe  | Rom – Neapel     | 232 | Costante Girardengo | Costante Girardengo |
| 6. Etappe  | Neapel – Foggia  | 262 | Alfredo Binda       | Costante Girardengo |
| 7. Etappe  | Foggia – Sulmona | 250 | Alfredo Binda       | Giovanni Brunero    |
| 8. Etappe  | Sulmona – Terni  | 266 | Giovanni Brunero    | Giovanni Brunero    |
| 9. Etappe  | Terni – Bologna  | 357 | Alfredo Binda       | Giovanni Brunero    |
| 10. Etappe | Bologna – Udine  | 355 | Pietro Bestetti     | Giovanni Brunero    |
| 11. Etappe | Udine – Verona   | 291 | Alfredo Binda       | Giovanni Brunero    |
| 12. Etappe | Verona – Mailand | 288 | Alfredo Binda       | Giovanni Brunero    |